# Leskeodon
Leskeodon là một chi rêu trong họ Daltoniaceae.